# 麦健陆
麦健陆（英語：James L. McGregor，1953年9月18日—），《华尔街日报》驻中国，道琼斯公司中国业务首席执行官，北京麦健陆顾问有限公司董事长兼首席执行官，中国美国商会会长。

## 作品
- 《One Billion Customers: Lessons from the Front Lines of Doing Business in China》（2005年）
- 《No Ancient Wisdom, No Followers: The Challenges of Chinese Authoritarian Capitalism》（2012年）